# Sankt Oswald ob Eibiswald
Sankt Oswald ob Eibiswald là một đô thị thuộc huyện Deutschlandsberg thuộc bang Steiermark, nước Áo. Đô thị Sankt Oswald ob Eibiswald có diện tích 22,43 km², dân số thời điểm cuối năm 2005 là 593 người.